# (32483) 2000 SM362
2000 SM362 (asteroide 32483) é um asteroide da cintura principal. Possui uma excentricidade de 0.08380300 e uma inclinação de 12.83294º.
Este asteroide foi descoberto no dia 19 de setembro de 2000 por LONEOS em Anderson Mesa.